# Liste der denkmalgeschützten Objekte in Wolfern
Die Liste der denkmalgeschützten Objekte in Wolfern enthält die 11 denkmalgeschützten, unbeweglichen Objekte der Gemeinde Wolfern im oberösterreichischen Bezirk Steyr-Land.

## Denkmäler
| Foto |                 | Denkmal                                                                | Standort                                          | Beschreibung | Metadaten |
| ---- | --------------- | ---------------------------------------------------------------------- | ------------------------------------------------- | --- | --- |
| ja   | Datei hochladen | Schloss Losensteinleithen HERIS-ID: 38268 Objekt-ID: 37786             | Losensteinleiten 1 Standort KG: Losensteinleithen | → Hauptartikel : Schloss Losensteinleithen f1 | BDA-Hist.: Q43738268 Status: Bescheid Stand der BDA-Liste: 2025-06-30 Name: Schloss Losensteinleithen GstNr.: 10/5 Schloss Losensteinleithen     |
| ja   | Datei hochladen | Gasthaus, ehem. Taverne HERIS-ID: 38270 Objekt-ID: 37788               | Losensteinleiten 6 Standort KG: Losensteinleithen | Das Gasthaus wurde 1544 erstmals als „Tafern zu Leydingstorff“ erwähnt und steht seit 1989 unter Denkmalschutz. | BDA-Hist.: Q37980315 Status: Bescheid Stand der BDA-Liste: 2025-06-30 Name: Gasthaus, ehem. Taverne GstNr.: .6                                   |
| ja   | Datei hochladen | Ehem. Jägerhaus HERIS-ID: 38269 Objekt-ID: 37787                       | Losensteinleiten 7 Standort KG: Losensteinleithen | Das Jägerhaus wurde erstmals 1692 erwähnt, als die Herrschaft Losensteinleiten an die Familie Auersperg überging. Seit 1856 ist die Liegenschaft in Privatbesitz. | BDA-Hist.: Q37980303 Status: Bescheid Stand der BDA-Liste: 2025-06-30 Name: Ehem. Jägerhaus GstNr.: .8                                           |
| ja   | Datei hochladen | Hausberganlage Mair zu Hauzenbach HERIS-ID: 19989 Objekt-ID: 16288     | Hofkirchen 47 Standort KG: Maria Laah             | In einem kleinen Wald versteckt befinden sich zwei, im Grundriss kreisrunde, aus dem leichten Abhang gegrabene Hügel, auf denen einst die Burg Hauzenbach stand. Später verlegte man den ehemaligen Herrschaftssitz in ein Wasserschloss, von dem nur noch der Teich erhalten ist. Neben dem Teich steht heute der Bauernhof „Mair zu Hauzenbach“, der aus einem später gebauten Landschloss entstanden ist. Urkundliche Erwähnung fand die Herrschaft unter anderem im Oberösterreichischen Urkundenbuch in den Jahren 1170/1180, 1189, 1200, 1290, 1350 und 1380. | BDA-Hist.: Q37849776 Status: Bescheid Stand der BDA-Liste: 2025-06-30 Name: Hausberganlage Mair zu Hauzenbach GstNr.: 185, 186, 188              |
| ja   | Datei hochladen | Kath. Pfarrkirche Mariae Namen HERIS-ID: 19966 Objekt-ID: 16264        | Maria Laah Straße Standort KG: Maria Laah         | Der gotische Chor ist aus dem Ende des 15. Jahrhunderts. Das wohl barocke Langhaus ist aus 1690. Die 1212 urkundlich genannte Kirche wurde 1786 zur Pfarrkirche erhoben. | BDA-Hist.: Q23541827 Status: § 2a Stand der BDA-Liste: 2025-06-30 Name: Kath. Pfarrkirche Mariae Namen GstNr.: .9                                |
| ja   | Datei hochladen | Friedhof christlich HERIS-ID: 19988 Objekt-ID: 16287                   | Maria Laah Straße Standort KG: Maria Laah         | Das gemalte Wandbild über dem Friedhofseingang stammt aus dem Jahr 1995. 2016 erfolgte ein Friedhofsumbau. | BDA-Hist.: Q37849765 Status: § 2a Stand der BDA-Liste: 2025-06-30 Name: Friedhof christlich GstNr.: 17, 18/2                                     |
| ja   | Datei hochladen | Kath. Pfarrkirche hl. Martin HERIS-ID: 19965 Objekt-ID: 16263          | Kirchenplatz 6, bei Standort KG: Unterwolfern     | Der spätgotische Kirchenbau besteht aus Quadermauerwerk. Der zweijochige netzrippengewölbte Chor hat einen Dreiachtelschluss und trägt im Gewölbe des Chorschlusses zwei kleine Abhänglinge. Das zweischiffige dreijochige Langhaus hat ein Kreuzgewölbe auf Pfeilern. Das spätgotische Südportal ist verstäbt und mit 1523 bezeichnet. Das kielbogige Sakristeiportal hat eine Tür mit gotischen Beschlägen. Der Westturm trägt einen Zwiebelhelm. | BDA-Hist.: Q23541933 Status: § 2a Stand der BDA-Liste: 2025-06-30 Name: Kath. Pfarrkirche hl. Martin GstNr.: .37 Pfarrkirche hl. Martin, Wolfern |
| ja   | Datei hochladen | Wohnhaus, ehem. Gasthaus HERIS-ID: 19984 Objekt-ID: 16283              | Leharstraße 4 Standort KG: Unterwolfern           | | BDA-Hist.: Q37849740 Status: Bescheid Stand der BDA-Liste: 2025-06-30 Name: Wohnhaus, ehem. Gasthaus GstNr.: .34                                 |
| ja   | Datei hochladen | Figurenbildstock hl. Johannes Nepomuk HERIS-ID: 19985 Objekt-ID: 16284 | bei Schulstraße 3 Standort KG: Unterwolfern       | | BDA-Hist.: Q37849752 Status: § 2a Stand der BDA-Liste: 2025-06-30 Name: Figurenbildstock hl. Johannes Nepomuk GstNr.: 624/41                     |
| ja   | Datei hochladen | Mühle, ehem. Pfarrgutshof HERIS-ID: 19982 Objekt-ID: 16281             | Tavernstraße 16 Standort KG: Unterwolfern         | Der alte Pfarrhof zu Wolfern gehörte zur Pfarrherrschaft Sierning und wurde 1393 vermutlich von den Waldensern in Brand gesteckt. Die Liegenschaft unterstand bis 1803 dem Domkapitel zu Passau und befindet sich seit 1975 in Privatbesitz. | BDA-Hist.: Q37849729 Status: Bescheid Stand der BDA-Liste: 2025-06-30 Name: Mühle, ehem. Pfarrgutshof GstNr.: .30/1                              |
| ja   | Datei hochladen | Figurenbildstock hl. Johannes Nepomuk HERIS-ID: 19967 Objekt-ID: 16266 | Losensteinleiten Standort KG: Losensteinleithen   | Die Kapelle wurde im Jahr 1969 anlässlich der Eröffnung der neu errichteten Wolfener Landesstraße eingeweiht und 1999 an die Wiesstraße verlegt. | BDA-Hist.: Q37849718 Status: § 2a Stand der BDA-Liste: 2025-06-30 Name: Figurenbildstock hl. Johannes Nepomuk GstNr.: 1122/2                     |